# Уотерспун, Дэвид (футболист, 1990)
Дэ́вид Уо́ллес Уо́терспун (англ. David Wallace Wotherspoon; 16 января 1990, Перт, Шотландия) — шотландский и канадский футболист, центральный полузащитник клуба «Инвернесс Каледониан Тисл» и сборной Канады.

## Клубная карьера

### Ранние годы
Футбольное образование Уотерспун получил в Академии глазговского «Селтика». Тем не менее в 2007 году Дэвид перебрался в стан другого шотландского клуба — «Хиберниана», полагая, что в эдинбургской команде у него будет больше шансов заиграть на самом высоком уровне.

### «Хиберниан»
Выступая за молодёжный состав «хибс» на позиции полузащитника и забив восемь голов, Уотерспун помог «бело-зелёным» в 2009 году завоевать молодёжный Кубок Шотландии и стать победителями турнира молодёжных команд шотландской Премьер-лиги.
Дебют Дэвида в первой команде «Хиберниана» состоялся 15 августа 2009 года в матче своего клуба против «Сент-Миррена». В том же матче Уотерспун забил свой первый гол за «хибс», поразив ворота «святых» на 39-й минуте поединка. С этого времени Дэвид завоевал постоянное место в основном составе «бело-зелёных» и 18 декабря подписал с эдинбургцами новое соглашение о сотрудничестве, рассчитанное до 2013 года.

### «Сент-Джонстон»
2 июля 2013 года Уотерспун подписал двухлетний контракт с «Сент-Джонстоном». 21 января 2015 года Уотерспун подписал с «Сент-Джонстоном» новый контракт до 2017 года. 18 февраля 2019 года Уотерспун продлил контракт с «Сент-Джонстоном» ещё на два года, до 2021 года. В ноябре 2021 года получил травму колена, из-за чего выбыл из строя на десять месяцев. По окончании сезона 2022/23 Уотерспун покинул «Сент-Джонстон».

### «Инвернесс Каледониан Тисл»
17 октября 2023 года Уотерспун подписал краткосрочный контракт с клубом Шотландского Чемпионшипа «Инвернесс Каледониан Тисл» до января 2024 года. Свой дебют за «Инвернесс Каледониан Тисл», 28 октября в матче против «Эйрдрионианс», отметил голом.

### Клубная статистика
| Клуб                 | Сезон                | Чемпионат | Чемпионат | Кубок | Кубок | Кубок Лиги | Кубок Лиги | Еврокубки | Еврокубки | Итого | Итого |
| Клуб                 | Сезон                | Игры      | Голы      | Игры  | Голы  | Игры       | Голы       | Игры      | Голы      | Игры  | Голы  |
| -------------------- | -------------------- | --------- | --------- | ----- | ----- | ---------- | ---------- | --------- | --------- | ----- | ----- |
| Хиберниан            | 2009/10              | 33        | 1         | 4     | 0     | 1          | 0          | —         | —         | 38    | 1     |
| Хиберниан            | 2010/11              | 35        | 2         | 2     | 0     | 1          | 0          | 2         | 0         | 40    | 2     |
| Хиберниан            | 2011/12              | 30        | 0         | 4     | 1     | 3          | 0          | —         | —         | 37    | 1     |
| Хиберниан            | 2012/13              | 30        | 3         | 3     | 0     | 1          | 0          | —         | —         | 34    | 3     |
| Всего за «Хиберниан» | Всего за «Хиберниан» | 128       | 6         | 13    | 1     | 6          | 0          | 2         | 0         | 149   | 7     |
| Всего за карьеру     | Всего за карьеру     | 128       | 6         | 13    | 1     | 6          | 0          | 2         | 0         | 149   | 7     |

(откорректировано по состоянию на 30 марта 2013)

## Карьера в сборных
Ещё до своего дебюта в первой команде «Хиберниана» Уотерспун начал защищать цвета различных молодёжных сборных Шотландии — в частности, до 18 и 19 лет.
В октябре 2009 года Дэвид был вызван в национальную молодёжную команду своей страны, за которую впервые сыграл 14 ноября того же года в матче со сверстниками из Азербайджана.
12 августа 2010 года Уотерспун забил свой первый гол за «молодёжку» «горцев», поразив в товарищеском матче ворота шведов.
Уотерспун имел право играть за сборную Канады, так как его мать родилась в Канаде. В марте 2018 года он был вызван в сборную Канады на товарищеский матч со сборной Новой Зеландии, ни разу не побывав в Канаде. Значился в предварительной заявке сборной Канады на Золотой кубок КОНКАКАФ 2019, но остался вне окончательного состава. Свой первый гол за сборную Канады забил в ворота сборной Каймановых островов в отборочном матче чемпионата мира 2022 29 марта 2021 года. Значился в предварительной заявке сборной Канады из 60 игроков на Золотой кубок КОНКАКАФ 2021, но не вошёл в окончательный состав из 23 игроков. Был включён в состав сборной Канады на чемпионат мира 2022. Был включён в состав сборной на Золотой кубок КОНКАКАФ 2023.

### Статистика в сборной
| Канада | Канада | Канада |
| Год    | Игры   | Голы   |
| ------ | ------ | ------ |
| 2018   | 1      | 0      |
| 2019   | 1      | 0      |
| 2020   | 0      | 0      |
| 2021   | 8      | 1      |
| 2022   | 1      | 0      |
| 2023   | 2      | 0      |
| Всего  | 13     | 1      |

## Достижения
Допрофессиональная карьера
- Победитель турнира молодёжных команд шотландской Премьер-лиги: 2008/09
- Обладатель Кубка Шотландии для молодёжных команд: 2008/09

Профессиональная карьера
- Обладатель Кубка Шотландии: 2013/14

## Личная жизнь
В детстве Дэвид являлся болельщиком клуба «Сент-Джонстон».